# Perissone Cambio
Perissone Cambio, né vers 1520 et mort vers 1562, est un compositeur de l'école franco-flamande et un chanteur de la Renaissance qui œuvra à Venise. L'un des élèves et collègues les plus éminents d'Adrien Willaert pendant les années de formation de l'école vénitienne, il publia plusieurs recueils de madrigaux dans les années 1540.

## Biographie

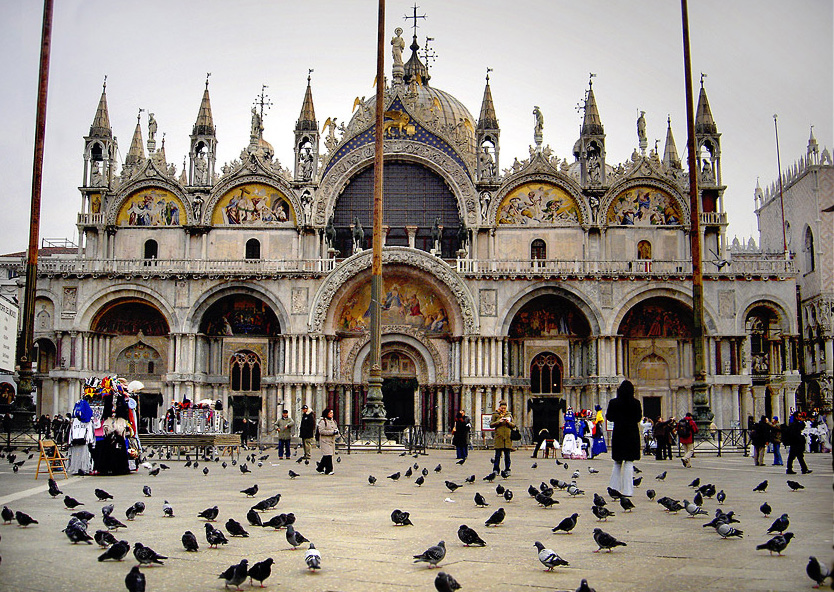
Perissone était l'un des chanteurs à la basilique Saint-Marc de Venise dans les années 1540 et 1550, dans les premières années de l'école vénitienne.

On ne sait rien de son enfance si ce n'est que Perissone provenait de Flandre ou des régions francophones contiguës. Les archives contiennent deux mentions incompatibles de son origine : l'une en fait un Français et l'autre, un Flamand. Cette dernière, faite par le Sénat vénitien, passe pour être plus fiable. Au début des années 1540, il était arrivé à Venise, probablement pour étudier avec Adrien Willaert, qui était un professeur renommé. C'était presque à la fin de la période où les musiciens qui recevaient leur première formation aux Pays-Bas et les régions limitrophes quittaient leur patrie et se rendaient en Italie et dans d'autres endroits où la demande de compositeurs et de chanteurs était plus forte. Perissone devint l'un des élèves de Willaert et membre d'un groupe uni qui comprenait Girolamo Parabosco, Baldassare Donato, Jacques Buus, Jacques Du Pont et Cyprien de Rore ; il acquit de plus la réputation d'être un excellent chanteur, probablement des parties vocales hautes. 
À la fin des années 1540, il était le plus prolifique des compositeurs qui entouraient Willaert ; il publia au total quatre recueils distincts de musique profane. En 1548, il devint finalement membre non rémunéré de la chapelle de la basilique Saint-Marc de Venise, ce qui n'était pas habituel ; on présume que cela est arrivé parce que son chant était prisé, mais qu'il n'y avait pas officiellement de poste à pourvoir. Le doge de Venise, Francesco Donà, intervint en la faveur de Perissone et en fit un membre rémunéré de la chapelle peu après,,.
La dernière publication en solo de Perissone remonte à 1550, mais il continua de chanter à la basilique Saint-Marc et probablement de composer tout au long de la décennie. Il chanta aussi au sein de la Compagnia di San Marco, groupe de musiciens associés à San Marco (Saint-Marc) qui jouaient à d'autres endroits de Venise. En 1557, il s'est joint à la fraternité de la Scuola di San Marco. On ne sait rien de la suite de sa carrière, mais il passe pour être mort vers 1562 ; le poète Domenico Veniero écrivit un sonnet indiquant que Perissone était mort jeune, mais la date de sa mort n'est pas connue,.

## Musique et influence
Perissone était l'un des disciples de Willaert au début de l'évolution du madrigal italien, période qu'Alfred Einstein a appelée l'« âge d'innocence du madrigal ». Perissone fut un ami intime d'un autre disciple de Willaert, Cyprien de Rore, principal compositeur de madrigaux des années 1550 dont le style marqua une augmentation extraordinaire de l'intensité expressive de cette forme vocale profane ; mais ne fut pas grandement influencé par lui.
En tout, Perissone publia quatre recueils de musique profane par lui-même : un recueil de villanelle pour quatre voix en 1545, un recueil de madrigaux pour quatre voix en 1547 et deux recueils de madrigaux pour cinq voix en 1545 et en 1550. Quelques autres madrigaux figurent dans des recueils d'autres compositeurs, notamment Cyprien de Rore, et Perissone écrivit une dédicace pour l'un des recueils de Rore, mais seulement dans le livre pour partie alto (Perissone était probablement alto). S'il a écrit d'autre musique sacrée que celle du motet à cinq voix Ad Te, Domine (1549), elle n'a pas subsisté. La plupart des compositeurs qui œuvrèrent à San Marco au XVIe siècle ont laissé un corps considérable de musique sacrée, mais Perissone fait partie des rares qui ne l'ont pas fait.
Perissone écrivait dans des styles différents et il a écrit aussi bien des madrigaux légers que profonds, allant de la douce polyphonie flamande à une texture claire et souvent homophonique. Quelquefois, il anticipe sur les développements harmoniques du XVIIe siècle, comme lorsqu'il utilise la partie de basse comme support harmonique plutôt que comme une partie jouant le même rôle que les autres dans l'entrelacement des motifs. Il aimait aussi les fausses relations, comme dans l'adaptation de Deh, perchè com'è il vostro al nome mio de Gottifredi, madrigal qui comporte aussi des accents du texte délibérément contraires à la prosodie, caractéristique qui le distingue de son maître Willaert, qui était plus enclin à suivre les conseils stricts de Pietro Bembo sur la manière d'adapter le texte à la musique,.

## Sources
- (en) Alfred Einstein, The Italian Madrigal, vol. 1, Princeton (New Jersey), Princeton University Press, 1949, 52 p. (ISBN 0-691-09112-9) — Trois volumes.
- (en) Martha Feldman, « City Culture and the Madrigal at Venice », Berkeley, University of California Press, 1995 (consulté le 4 mars 2013).
- (en) James Haar, « Perissone Cambio », sur Grove Music Online (consulté le 4 février 2008).
- (en) Gustave Reese, Music in the Renaissance, New York, W.W. Norton & Co., 1954 (ISBN 0-393-09530-4).
- (en) Allan W. Atlas, Renaissance Music : Music in Western Europe, 1400–1600, New York, W.W. Norton & Co., 1998, 729 p. (ISBN 0-393-97169-4).